# 다카기 리키
다카기 리키(일본어: 髙木 理己, 1978년 7월 13일~)는 일본의 축구 선수, 지도자이다.

## 지도자 경력
2017년부터 2018년까지 가이나레 돗토리 U-18의 감독을 맡으며 2019년부터 2021년 5월까지 가이나레 돗토리에서 감독을 맡았다. 2021년 5월 FC 이마바리의 코치, 2023년 감독으로 취임하였다. 2023년 8월 AC 나가노 파르세이루의 감독으로 취임하였다.